# Cyathus stercoreus
Cyathus stercoreus припада роду Cyathus, фамилији Nidulariaceae. Као и друге врсте ове фамилије, тела подсећају на мала птичја гнезда са јајима. Облик тела је такав, јер је прилагођен за коришћење капи воде ради расејавања пора. C.&nbsp;stercoreus најћешће живи на ђубришту, па је по томе и добила назив по латинској речи stercorarius, што значи "са ђубришта" . Споре су сферичне и релативно велике, димензија од 20 до 30 миркометара. Животни циклус Cyathus stercoreus, који се састоји из хаплоидног и диплоидног стадијума, типичан је за базидиомицете.

## Станиште и распрострањење
расте на ђубришту, на земљишту са ђубривом, пепелишту, а забележено је њено присуство и на пешчаним динама. Широко је распострањена, до глобалних размера.

## Употреба

### Традиционална медицина
У традиционалној кинеској медицији, есенција C.&nbsp;stercoreus се користи приликом болова у стомаку и за ослобађање симптома надутости.

### Пољопривреда и индустрија
Спроведена су разна истраживања на Cyathus stercoreus о способности устињавања лигнина и целулозе у пољопривредним нуспродуктима, као што су траве и корови.